# 프라하 국립미술관
프라하 국립미술관(체코어: Národní galerie v Praze)은 체코 프라하에 있는 미술관이다.